# Alessandro Dal Prato
Alessandro Dal Prato (Roncoferraro, 27 giugno 1909 – Guidizzolo, 16 ottobre 2002) è stato un pittore e incisore italiano.

## Biografia

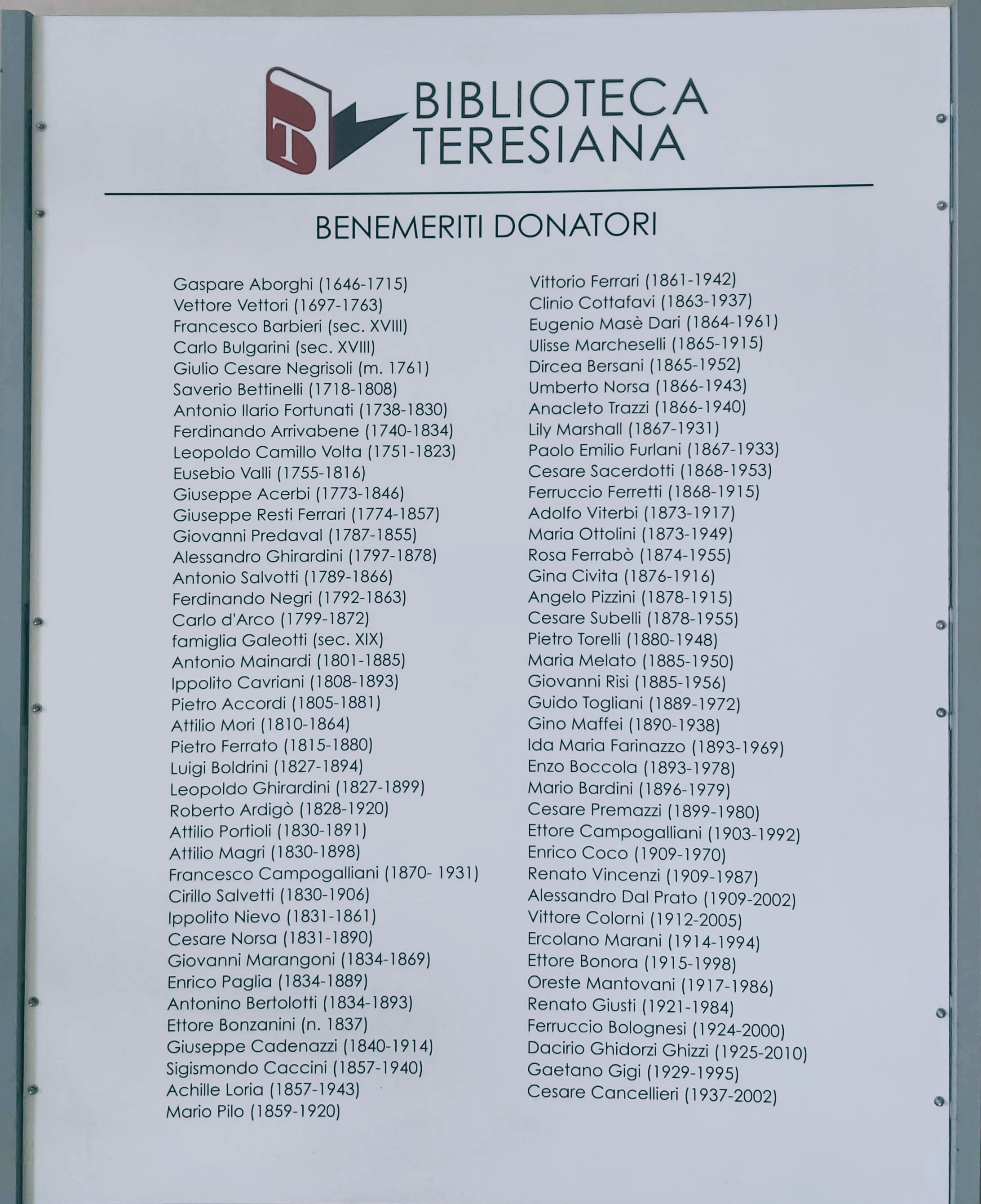
Alessandro Dal Prato tra i donatori della Biblioteca Teresiana di Mantova.

Nacque a Roncoferraro da una famiglia contadina. I suoi genitori si chiamavano Gaetano e Pasqua Gelati. 
Alcuni mesi dopo la sua nascita, la famiglia si trasferì a Mantova. Il giovane Dal Prato visse le tappe della formazione artistica in diverse città: a Milano frequentò il Liceo artistico di Brera, a Verona l'Accademia Cignaroli (per il diploma di pittura) e infine a Parma. Qui, presso l'Istituto d'Arte, conseguì la specializzazione in decorazione pittorica.
Negli anni trenta, Dal Prato si avvicinò agli artisti mantovani di estrazione cattolica (De Luigi, Di Capi, Donati e Perina) e maturò un modo di dipingere che contraddistinguerà tutta la sua arte: figure essenziali, dominate dalla luce e dall'intimismo, che rimandavano al rigore morale dell'autore.
L'attività di Dal Prato è legata anche al mondo della scuola. Nel 1935, a Guidizzolo, istituì una Scuola d'arte applicata, che, nel 1959, divenne Istituto statale d'arte; Dal Prato ne fu il direttore fino al 1974.
Morì a Guidizzolo nel 2002.

## Opere
- Convalescente, olio su tela, 1933, Museo d'arte moderna e contemporanea dell'Alto Mantovano, Gazoldo degli Ippoliti
- Ritratto in rosa, olio su tela, 1936, Palazzo Te, Mantova
- Pieve di Cavriana, olio su tela, 1942, Museo d'arte moderna e contemporanea dell'Alto Mantovano, Gazoldo degli Ippoliti
- Ritratto in verde, olio su tela, 1947, Palazzo Te, Mantova